# Pseudophacopteron tamessei
Pseudophacopteron tamessei är en insektsart som beskrevs av Malenovsk² och Burckhardt 2009. Pseudophacopteron tamessei ingår i släktet Pseudophacopteron och familjen Phacopteronidae. Inga underarter finns listade i Catalogue of Life.